# Melotron

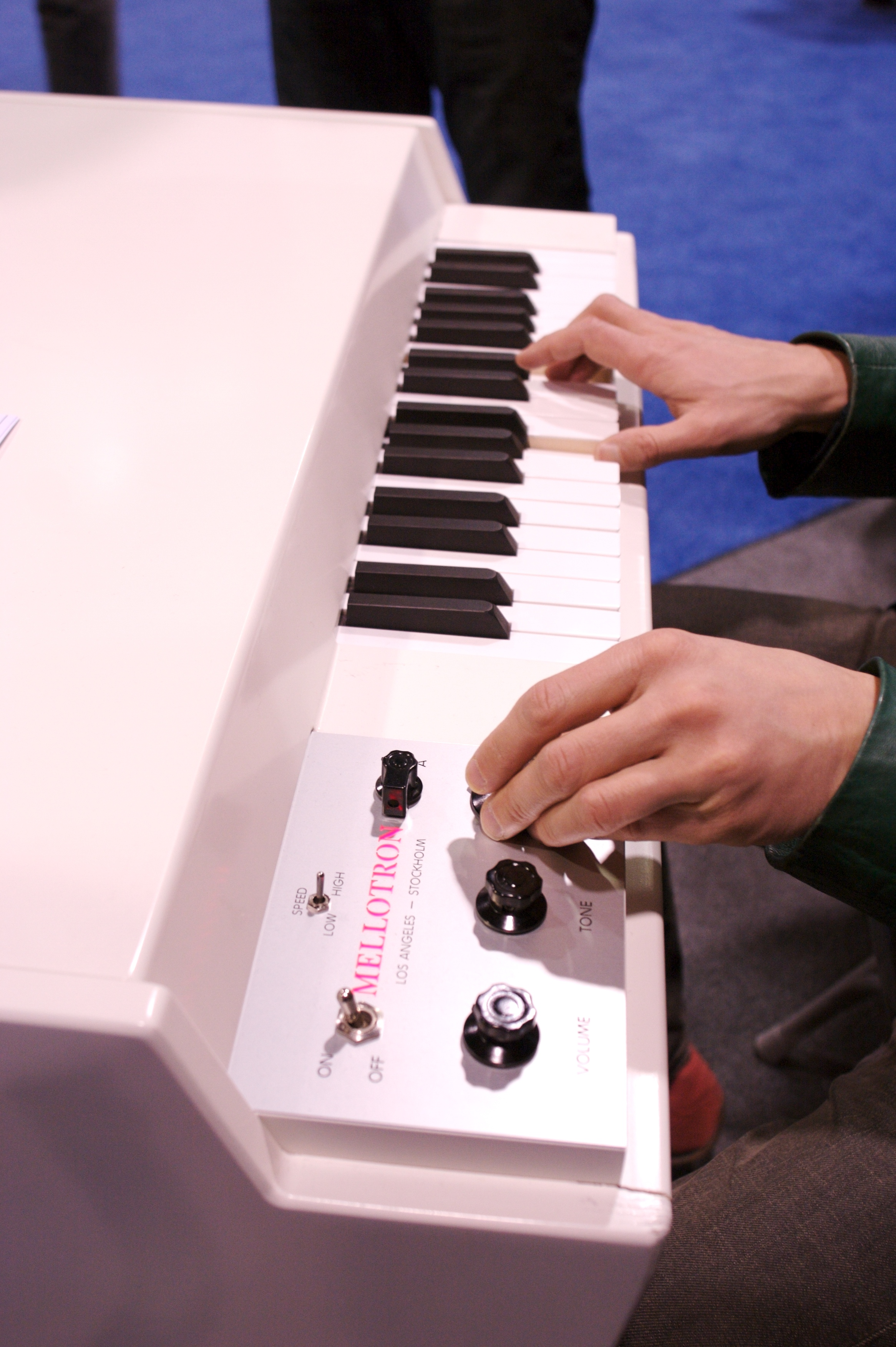
Melotron

Budowa melotronu

Melotron (ang. mellotron) – obok organów Hammonda, najpowszechniej używany instrument muzyczny z grupy elektrofonów elektromechanicznych ery przedsyntezatorowej.
Melotron został skonstruowany w 1963 roku i produkowany był do 1986 roku. Produkowała go angielska firma Streetly Electronics.
Melotron był klawiszowym instrumentem elektrycznym wielogłosowym, rodzajem prostego, analogowego samplera, zwanym w żargonie „smyczkowymi organami”. Wytwarzał dźwięki metodą reprodukcyjną tzn. dźwięki nagrywane były na odcinkach taśmy magnetycznej i w czasie gry odczytywane za pomocą głowicy magnetofonowej po naciśnięciu klawisza. Jedna głowica czytała jednocześnie trzy taśmy i mogła być przesuwana w pewnym zakresie przy użyciu pedału. Aby uniknąć zachwiania dźwięku przy zamykaniu pętli, długość dźwięku ograniczona była do ok. 8 sekund, po czym głowica wracała do punktu wyjściowego. Próbki najczęściej były dźwiękami instrumentów smyczkowych, dętych lub głosów chóralnych.
Intencją konstruktorów instrumentu, braci Leslie, Franka i Normana Bradleyów, było możliwie jak najwierniejsze odtworzenie brzmienia poszczególnych sekcji orkiestry symfonicznej. Okazało się jednak, że instrument zamiast imitować ma swoje własne, bardzo charakterystyczne brzmienie. Melotron z rynku został wyparty dopiero przez tańsze i niezawodne, cyfrowe syntezatory imitujące jego brzmienie.
Melotron stał się ulubionym instrumentem muzyków rockowych. Bez niego niemożliwe byłoby powstanie rocka progresywnego, w szczególności jego symfonicznej odmiany. Pionierem wykorzystania melotronu był Graham Bond, a następnie zainteresowała się nim grupa The Moody Blues. Do wirtuozów instrumentu zalicza się takich muzyków jak: Steven Wilson, Keith Emerson (bardzo krótko), Rick Wakeman, Edgar Froese z Tangerine Dream, John Paul Jones z Led Zeppelin, Robert Fripp z King Crimson czy Tony Banks z Genesis. Z polskich wykonawców na melotronie grał Czesław Niemen.